# Außer Kontrolle – Halt nicht an!
Außer Kontrolle – Halt nicht an! (Originaltitel: Bumperkleef) ist ein niederländischer Horror-Thriller des Regisseurs Lodewijk Crijns, der auch die Vorlage und das Drehbuch lieferte. Seine Premiere feierte der Film am 30. September 2019 auf dem Niederländischen Filmfestival in Utrecht.

## Handlung
Dem Familienvater Hans kann nichts schnell genug gehen, er steht dauerhaft unter Stress. Am Wochenende steht für Hans, seine Frau Diana und die beiden gemeinsamen Töchter die Fahrt zu seinen Eltern an. Hans’ dementer Vater Joop hat Geburtstag. Schon die Abfahrt verzögert sich und der folgende dichte Verkehr verleitet Hans zum Rasen. Als ein weißer Lieferwagen den viel zu schnellen Familienvater ausbremst, nötigt Hans den Fahrer mit Lichthupe, zu dichtem Auffahren und schließlich mit beleidigenden Gesten. An einer Raststätte hat Ed, der hünenhafte Lieferwagenfahrer, die Familie eingeholt. Von Hans fordert er eine Entschuldigung für sein Verhalten, was dieser nicht einsieht und den Mann nach leichten Handgreiflichkeiten und erneuten beleidigenden Gesten stehen lässt.
Nach kurzer Zeit bemerkt Hans, dass sie der Lieferwagen verfolgt. Diana bemerkt den Verfolger erst, als Hans sichtlich nervöser wird und sogar bewusst eine rote Ampel überfährt. Hans parkt am Straßenrand und fordert Ed auf, die Verfolgung zu unterlassen. Erneut kommt es zum Streit zwischen den Männern, wer sich nun zu entschuldigen hätte. Schließlich fordert Hans von Ed zur Klärung, die Polizei zu rufen. Als Ed Hans das Telefon abnehmen will, kommt es zum Handgemenge, in das sich auch Diana einmischt. Als das Ehepaar stürzt, wird Diana fast von einem vorbeifahrenden Auto überfahren. Schließlich entschuldigt sich Hans bei seinem Verfolger.
Dieser akzeptiert die Entschuldigung nun nicht mehr und bewaffnet sich mit einer Spritzpumpe aus seinem Lieferwagen. Das darin enthaltene Ungeziefervernichtungsmittel sprüht er ins Auto der flüchtenden Familie. Als sich der Volvo der jungen Familie am Straßenrand festfährt, versperrt Ed mit seinem Wagen den Weg nach vorne. Vor den Augen der Familie zieht er Schutzkleidung an. Hans gelingt es, sein Auto freizubekommen, wird aber von dem Gift besprüht. In Panik flüchtet die Familie durch ein Wohngebiet zur Polizeistation. Diese eskortiert die Familie zu seinen Eltern.
Zwischenzeitig gelingt es Ed, Hans’ Handy zu entsperren und so an die Adresse der Eltern zu kommen. Hier erschleicht er sich unter dem Vorwand, Hans sein Handy zurückgeben zu wollen, Zugang zum Haus und sperrt das alte Ehepaar im Badezimmer ein.
Als Hans mit der Polizei ankommt, bittet er die Ordnungshüter zu verschwinden, um seinen kranken Vater nicht zu belasten. Die beiden Töchter entdecken ihre eingesperrten Großeltern recht schnell. Während sich Diana mit ihren Töchtern im Schlafzimmer einschließt, wird Hans von Ed mit der Giftspritze durch das Haus und über das Grundstück gejagt. Schließlich gelingt es Hans trotz Verätzungen über ein Blumenrankgitter ins Schlafzimmer zu seiner Familie zu gelangen. Die Polizei kann den Verfolger nicht stellen, obwohl sich dieser noch bei den im Polizeiwagen wartenden Töchtern verabschiedet und die Schuld ihren Eltern zuweist.
Wieder zu Hause bringt Hans seine Töchter zur Schule und wird auf dem Weg zurück von Ed überfahren.

## Rezeptionen
Der Filmdienst kritisiert, der Film würde sich „in der zweiten Hälfte zunehmend verzetteln.“
Die Fernsehzeitschrift Prisma Online lobte die „Einbettung des Horrors in die soziale Alltagswirklichkeit.“
Cinema zog das Fazit, der Horrortrip hätte zu wenig Substanz und zu viele Logiklöcher würden den Spaß verderben.

## Auszeichnungen
Sounddesigner Marco Vermaas wurde auf dem Niederländischen Filmfestival 2020 mit dem Goldenen Kalb (Filmpreis)/Bestes Sound Design ausgezeichnet.